# بوهوسكا
بوهوسكا (بالإنجليزية: Pawhuska, Oklahoma)‏ هي مدينة تقع بولاية أوكلاهوما في الولايات المتحدة. تبلغ مساحة هذه المدينة 9.7 (كم²)، وترتفع عن سطح البحر 250 م، بلغ عدد سكانها 3584 نسمة في عام 2010 حسب إحصاء مكتب تعداد الولايات المتحدة.

## التركيبة السكانية
حدّد مكتب تعداد الولايات المتحدة بيانات التركيبة السكانية لبوهوسكا في تعداد الولايات المتحدة. في ما يلي، التركيبة السكانية حسب تعدادي 2000 و2010.

### تعداد عام 2000
بلغ عدد سكان بوهوسكا 3,629 نسمة بحسب تعداد عام 2000، وبلغ عدد الأسر 1,513 أسرة وعدد العائلات 955 عائلة مقيمة في المدينة. في حين سجلت الكثافة السكانية 384 نسمة لكل كيلومتر مربع (994.6/ميل2). وبلغ عدد الوحدات السكنية 1,802 وحدة بمتوسط كثافة قدره 190.7 لكل كيلومتر مربع (493.9/ميل2).
وتوزع التركيب العرقي للمدينة بنسبة 64.98% من البيض و2.78% من الأمريكيين الأفارقة و25.46% من الأمريكيين الأصليين و0.25% من الأمريكيين ذوي الأصول الآسيوية و0.52% من الأعراق الأخرى و6.01% من عرقين مختلطين أو أكثر و1.85% من الهسبانيون أو اللاتينيون من أي عرق.
بلغ عدد الأسر 1,513 أسرة كانت نسبة 34.6% منها لديها أطفال تحت سن الثامنة عشر تعيش معهم، وبلغت نسبة الأزواج القاطنين مع بعضهم البعض 44.7% من أصل المجموع الكلي للأسر، ونسبة 14.4% من الأسر كان لديها معيلات من الإناث دون وجود شريك، بينما كانت نسبة 4% من الأسر لديها معيلون من الذكور دون وجود شريكة وكانت نسبة 36.9% من غير العائلات. تألفت نسبة 33.8% من أصل جميع الأسر من عدة أفراد يعيشون في نفس المنزل ونسبة 18.1% كانت تتألف من شخص يعيش بمفرده يبلغ من العمر 65 عاماً أو أكثر. وبلغ متوسط حجم الأسرة المعيشية 2.37، أما متوسط حجم العائلات فبلغ 3.02.
بلغ العمر الوسطي للسكان 39.3 عاماً. وكانت نسبة 27.8% من القاطنين تحت سن الثامنة عشر، وكانت نسبة 7.3% بين الثامنة عشر والرابعة والعشرين عاماً، ونسبة 22.9% كانت واقعةً في الفئة العمرية ما بين الخامسة والعشرين والرابعة والأربعين عاماً، ونسبة 21.9% كانت ما بين الخامسة والأربعين والرابعة والستين، ونسبة 18.8% كانت ضمن فئة الخامسة والستين عاماً فما فوق. يوجد لكل 100 أنثى 89.5 ذكر، ويوجد لكل 100 أنثى في الثامنة عشر من عمرها فما فوق 79.7 ذكر.
بلغ متوسط دخل الأسرة في المدينة 25,156 دولارًا، أما متوسط دخل العائلة فبلغ 31,599 دولارًا. وكان متوسط دخل الذكور 25,682 دولارًا مقابل 17,690 دولارًا للإناث. وسجل دخل الفرد الخاص بالمدينة 13,916 دولارًا. وكانت نسبة 13.7% من العائلات ونسبة 17.5% من السكان تحت خط الفقر، وكان من هؤلاء نسبة 22.8% تحت سن الثامنة عشر ونسبة 14.9% في الخامسة والستين من العمر وما فوق.

### تعداد عام 2010
بلغ عدد سكان بوهوسكا 3,584 نسمة بحسب تعداد عام 2010، وبلغ عدد الأسر 1,483 أسرة وعدد العائلات 919 عائلة مقيمة في المدينة. في حين سجلت الكثافة السكانية 379.3 نسمة لكل كيلومتر مربع (982.4/ميل2). وبلغ عدد الوحدات السكنية 1,841 وحدة بمتوسط كثافة قدره 194.8 لكل كيلومتر مربع (504.5/ميل2).
وتوزع التركيب العرقي للمدينة بنسبة 58.62% من البيض و2.96% من الأمريكيين الأفارقة و29.16% من الأمريكيين الأصليين و0.20% من الأمريكيين ذوي الأصول الآسيوية و0.08% من سكان جزر المحيط الهادئ و0.75% من الأعراق الأخرى و8.23% من عرقين مختلطين أو أكثر و4.21% من الهسبانيون أو اللاتينيون من أي عرق.
بلغ عدد الأسر 1,483 أسرة كانت نسبة 32.2% منها لديها أطفال تحت سن الثامنة عشر تعيش معهم، وبلغت نسبة الأزواج القاطنين مع بعضهم البعض 41.9% من أصل المجموع الكلي للأسر، ونسبة 14% من الأسر كان لديها معيلات من الإناث دون وجود شريك، بينما كانت نسبة 6% من الأسر لديها معيلون من الذكور دون وجود شريكة وكانت نسبة 38% من غير العائلات. تألفت نسبة 33.4% من أصل جميع الأسر من عدة أفراد يعيشون في نفس المنزل ونسبة 16.9% كانت تتألف من شخص يعيش بمفرده يبلغ من العمر 65 عاماً أو أكثر. وبلغ متوسط حجم الأسرة المعيشية 2.39، أما متوسط حجم العائلات فبلغ 3.03.
بلغ العمر الوسطي للسكان 38.4 عاماً. وكانت نسبة 25.9% من القاطنين تحت سن الثامنة عشر، وكانت نسبة 9% بين الثامنة عشر والرابعة والعشرين عاماً، ونسبة 21.9% كانت واقعةً في الفئة العمرية ما بين الخامسة والعشرين والرابعة والأربعين عاماً، ونسبة 25.9% كانت ما بين الخامسة والأربعين والرابعة والستين، ونسبة 17.4% كانت ضمن فئة الخامسة والستين عاماً فما فوق. وتوزع التركيب الجنسي للسكان بنسبة 47.9% ذكور و52.1% إناث.

## توأمة
لبوهوسكا اتفاقيات توأمة مع:
- مونتوبان

## أعلام
- جي. ر. كارتر
- جون جوزيف ماثيوز
- أورموند بيتش
- بيل كامبل
- جينا غراي

## وصلات خارجية
- The US50 - Cities and Towns in Oklahoma State